# Ademaro di Lairon
Ademaro di Lairon, citato talvolta anche come Aimaro o Emerico (in francese Aymar, Adeymar o Adémar de Lairon; in tedesco Aimerich von Lairon; in latino Azemarus, Aymarius, Aymarus, Eymarus o Amalricus; ... – Fariskur o Damietta, 29 agosto 1219), è stato signore di Cesarea iure uxoris dal 1193 al 1213/1216 e maresciallo dell'Ordine ospitaliero dal 1216 fino alla sua morte.

## Biografia

### Origini
Le esatte origini di Ademaro di Lairon non sono note. Poiché non esiste nessun luogo chiamato "Lairon", è stato ipotizzato che la forma de Lairon sia in realtà una corruzione di de L'Ayron, e che quindi il nobile fosse originario della cittadina francese di Ayron, pochi chilometri a nord di Lusignano.
È probabile che, come Teodorico di Termonde e Teodorico d'Orca, anche Ademaro fosse uno di quei piccoli nobili originari del Regno di Francia che, recatisi in Terra Santa per la terza crociata, decisero di stabilirsi nell'Oltremare al termine del conflitto su invito di Enrico II di Champagne, re di Gerusalemme, invece di fare rientro in patria. Tra il 1192 e il 1193 prese in sposa la vedova Giuliana de Grenier, signora di Cesarea, assumendo così il controllo della sua signoria.

### Signore di Cesarea
Ademaro compare nelle fonti per la prima volta nel 1193 come testimone di una carta reale di Enrico II, marito della regina Isabella I di Gerusalemme, nella quale si firma Azemarus Cesariensis dominus ("Ademaro signore di Cesarea"). Con lo stesso titolo sottoscrisse  anche l'atto reale del 1194 e molti altri in futuro, a dimostrazione della forte influenza che seppe mantenere a lungo sulla corte gerosolimitana. Sua moglie Giuliana non compare invece nei documenti come "Signora di Cesarea" prima del 1197, quando insieme al marito confermò un privilegio concesso da suo fratello e precedente signore di Cesarea, Gualtiero II, sul letto di morte. Lei e Ademaro firmarono numerosi altri decreti tra il 1201 e il 1213.
Nel 1198 e nel 1200 la sua firma compare di nuovo nelle concessioni del successivo re Amalrico II e poi ancora nel 1206 in una carta di Giovanni di Ibelin, reggente per conto della regina Maria del Monferrato. Nel medesimo anno lo stesso reggente lo nominò inoltre maresciallo di Gerusalemme. Nel 1208 fece parte dell'ambasciata inviata dall'Alta corte di Gerusalemme presso re Filippo II di Francia per trovare un marito adatta alla giovane regina Maria. Il sovrano francese indicò agli ambasciatori la figura di Giovanni di Brienne come nuovo re di Gerusalemme e questi lo condussero in Terra Santa dove fu incoronato re a Tiro nel settembre 1210, cerimonia alla quale Ademaro prese parte. Qualche mese dopo il signore di Cesarea fu dismesso dal suo ruolo di maresciallo per far posto all'entourage del nuovo sovrano. Per quest'ultimo Ademaro sottoscrisse due atti nel 1211 e nel 1213, gli ultimi documenti reali nei quali si firmò come signore di Cesarea.
Gli ultimi documenti firmati congiuntamente dai coniugi signori di Cesarea furono invece nel 1212-1213 quando, a causa di mancanza di denaro (compulsi penuria), chiesero dei prestiti ai cavalieri ospitalieri. Nel documento del 1212 diedero in garanzia delle dimore ad Acri e Tiro e il villaggio (casale in latino) di Turcarme in cambio di 2000 bisanti. In quello dell'ottobre 1213 ipotecarono i casalia di Capharlet, Samarita e Bubalorum in cambio di 1000 bisanti. Il documento del 1213 è l'ultimo nel quale compare la firma di Giuliana. Nel successivo documento del febbraio 1216 Ademaro non si firmò più come signore di Cesarea, segno che Giuliana doveva essere morta nell'intervallo di tempo compreso tra i due documenti. Fu seppellita nel cimitero degli ospitalieri, cosa che, insieme ai prestiti richiesti allo stesso ordine negli anni precedenti, lascia intuire che Ademaro e sua moglie fossero probabilmente associati al suddetto ordine come fratelli laici. Anche dopo la morte della moglie continuò comunque ad amministrare la signoria in qualità di reggente del figliastro Gualtiero III.

### Maresciallo dell'Ordine ospitaliero
Nel febbraio 1216 Ademaro firmò per la prima volta un documento come maresciallo dell'Ospedale, una carica di rilievo all'interno dell'ordine, segno che a seguito della morte della moglie Ademaro avesse probabilmente preso i voti come cavaliere ospitaliero e avesse poi scalato rapidamente le gerarchie dell'ordine grazie alla propria influenza. Occupava ancora il rango di maresciallo quando nel tardo 1218 accompagnò Giovanni di Brienne nell'invasione dell'Egitto ayyubide durante la quinta crociata, dove prese parte all'Assedio di Damietta. Come riportato nell'Estoire de Eracles, Ademaro fu tra i comandanti che guidarono le forze crociate nella battaglia di Fariskur nella quale, stando a quanto riportato da Oliviero di Paderborn, tra i 13 e i 32 ospitalieri furono uccisi o catturati insieme al loro maresciallo. Non viene specificato a quale dei due gruppi Ademaro sia da ascrivere, ma la sua assenza dalle liste dei prigionieri di spicco, così come la sua scomparsa nel resto delle cronache (dove fa invece la sua comparsa un omonimo nipote), lasciano intuire che egli morì nel corso della battaglia o della disastrosa ritirata che la seguì.

## Famiglia
I Lignages d'Outremer riportano che dalla sua unione con Giuliana de Grenier nacque un figlio, Ruggero, anch'egli ospitaliero, la cui nipote Agnese andò in sposa a Egidio di Brisebarre, signore di Blanchegarde.